# Xiphodontidae
Xiphodontidae — викопна родина парнокопитних, ендемічна для Європи в еоцені 40.4–33.9 мільйонів років тому. Це були, швидше за все, всі наземні травоїдні тварини. Параксіфодон припускає, що вони дожили принаймні до нижнього олігоцену.

## Таксономія
Xiphodontidae були названі Flower (1883). Cope (1889) відніс його до парнокопитних; до Xiphodontoidea Hooker (1986); і до Tylopoda Carroll (1988).